# Чан Кайшъ
В това китайско име фамилията Чан стои пред личното име.
Генералисимус Чан Кайшъ (изговаряно още Дзян Дзиешъ, в повечето български и руски стари източници се среща като Чан Кайши) е китайски политик и държавник, партиен лидер и офицер – генералисимус.

## Биография
Роден е във Фънхуа, провинция Джъдзян, Китай на 31 октомври 1887 г. През 1906 г. завършва Военната академия за младши и старши офицери в Баудин (Паотин), Северен Китай. По-късно печели конкурс и място в японската военна академия, където продължава образованието си в периода 1907 – 1911 г.
През 1920-те години Чан Кайшъ постъпва в партията Гоминдан. Той е привърженик на нейното ляво радикално крило, верен последовател на идеите на Сун Ятсен. Като главнокомандващ на Национално-революционната армия Чан Кайшъ оглавява Северния поход (1926 – 1928).
На 12 април 1927 г. предотвратява опит за комунистически преврат в Китай, ликвидира метежа, организиран от хора на Комунистическия интернационал в китайското националноосвободително движение и установява управление тип диктатура. Чан Кайшъ е същевременно председател на ЦК на Гоминдан, президент на Китайската република, председател на Националното правителство (после Изпълнителен съвет) на Китайската република и главнокомандващ въоръжените сили. Удостоен е със званието генералисимус. Извършва 5 похода за борба срещу действията на ортодоксалните комунисти в периода от 1930 до 1934 г.
След нападението на Япония на 7 юли 1937 г. Чан Кайшъ обединява национално-патриотичните сили за борба с окупаторите и влиза в съюз с Китайската комунистическа партия (ККП). Въпреки това Чан Кайшъ поддържа голяма армейска сила за контрол върху военизираните отряди на ККП. Чан Кайшъ е причисляван към държавниците от „Голямата четворка“ (заедно със Сталин, Рузвелт и Чърчил) от Втората световна война.
След капитулацията на Япония на 2 септември 1945 г. Чан Кайшъ отказва да влезе в коалиционно правителство с ККП и през юни 1946 г. започва въоръжена борба между силите на Гоминдан и ККП, която води до Гражданската война в Китай. През 1949 г. армията на Чан Кайшъ е отблъсната от континентален Китай, а самият той се оттегля на остров Тайван, където продължава съществуването на Република Китай.
Неговата партия управлява републиката до 2000 г., а Чан Кайшъ е министър-председател и президент на Китайската република до смъртта си в Тайпе на 5 април 1975 г. В негова чест е построен мемориал, който е сред най-забележителните архитектурно-паркови комплекси на столицата.